# Milower Land
Milower Land település Németországban, azon belül Brandenburgban. Lakosainak száma 4343 fő (2023. december 31.).

## Népesség
A település népességének változása:
| Lakosok száma | 4352 | 4287 | 4317 | 4355 | 4400 | 4343 |
|               | 2014 | 2017 | 2019 | 2021 | 2022 | 2023 |